# Jan Gutowicz
Jan Gutowicz (ur. w 1948, zm. 2 lipca 2021) – polski biofizyk, prof. dr hab. nauk medycznych, profesor nadzwyczajny i dyrektor Instytutu Genetyki i Mikrobiologii Wydziału Nauk Biologicznych Uniwersytetu Wrocławskiego. 

## Życiorys
W 1971 ukończył studia chemiczne na Uniwersytecie Wrocławskim, natomiast 1 listopada 1980 obronił pracę doktorską, a 26 stycznia 1998 habilitował się na podstawie oceny dorobku naukowego i pracy zatytułowanej Zmiany konformacji niektórych enzymów glikolitycznych indukowane wiązaniem się ze strukturami fosfolipidowymi. 17 lutego 2015 nadano mu tytuł profesora w zakresie nauk biologicznych. Został zatrudniony na stanowisku docenta w Katedrze Biofizyki na Wydziale Lekarskim Akademii Medycznej im. Piastów Śląskich we Wrocławiu, oraz w Instytucie Genetyki i Mikrobiologii na Wydziale Nauk Przyrodniczych Uniwersytetu Wrocławskiego.
Objął funkcję profesora nadzwyczajnego Instytutu Genetyki i Mikrobiologii Wydziału Nauk Biologicznych Uniwersytetu Wrocławskiego, a także piastował stanowisko dyrektora w tymże Instytucie.
Pochowany na cmentarzu parafialnym przy ul. Malinowej w Psarach.

## Publikacje
- 2005: Cystatyny tyropiny i inhibitory homologiczne do propeptydów proteaz cysteinowych[1]
- 2009: Distinct roles of the last transmembrane domain in controlling Arabidopsis K+ channel activity[1]
- 2012: Evaluation of Pseudomonas aeruginosa biofilm formation using piezoelectric tuning fork mass sensors[1]